# Дарби, Абрахам I
Абраха́м Дарби I (англ. Abraham Darby I; 14 апреля 1678 — 8 марта 1717) — английский металлург и промышленник. Впервые в истории доменного производства использовал каменноугольный кокс (как примесь к древесному углю). Отец Абрахама Дарби II.

## Биография
Абрахам Дарби родился 14 апреля 1678 года (по другим данным — в 1677 году), вероятно, в имении Ренс-Нест (англ. Wren's Nest Estate) в графстве Стаффордшир (ныне в графстве Уэст-Мидлендс), что на северо-западе от города Дадли, в семье английского йомена (крестьянина, имевшего собственное хозяйство). Предполагается, что прабабка Абрахама Дарби, Джейн, была незаконнорожденной дочерью Эдварда Саттона, 5-го барона Дадли и родной сестрой Дода Дадли, известного тем, что он первым удачно использовал каменный уголь в доменной плавке.
В первой половине 1690-х годов он был учеником мастера Джонатана Фрита (Jonathan Freeth) на заводе по производству солода в Бирмингеме. Фрит был квакером, и под его влиянием Абрахам стал членом квакерского Общества Друзей и оставался им всю жизнь. В дальнейшем квакерами были его сын и внук. В 1698 году, в возрасте 21 года, начал собственное дело в Бристоле. В 1699 году женился на Мэри Саджент и переехал в Бристоль, где занимался производством солода. В 1704 году основал медеплавильный завод в Бристоле.
Примерно в 1704 году был в Голландии, где изучал блинное строительство. В Англии Дарби вернулся с несколькими голландскими рабочими-медеплавильщиками и вместе с четырьмя компаньонами основал в Бристоле Баптист-Милльский медеплавильный завод (название завода — от названия местности). Завод обошёлся компаньонам в 8000 фунтов. Управляющим завода был Дарби. Постепенно перешли на производство железных товаров, преимущественно посуды. По предложению одного из рабочих, молодого валлийского парня Джона Томаса, начал производство чугунной посуды выливанием в песочных формах. Новый метод был лучше, чем производство традиционным способом в глиняных формах. Процесс становился быстрым и менее трудоёмким, что позволяло значительно увеличить объёмы производства. Посуда выходила дешевле и качественнее. В апреле 1708 года Дарби взял патент на новый метод производства посуды в песочных формах сроком на 14 лет.
Однако компаньоны Дарби отказались расширять производство, после чего он забрал свою долю капитала компании и переехал в Коулбрукдейл (графство Шропшир). В Коулбрукдейле в сентябре 1708 года Дарби взял в аренду старую остановленную доменную печь, которая стояла без работы после того как была частично разрушена произошедшим на ней взрывом. Дарби подготовил доменную печь для задувки. Задул её 10 января 1709 года. Дарби вёл печной журнал с 20 октября 1708 года по 4 января 1710 года. В первый год работы этой печи Дарби продал скобяных товаров общим весом в 81 тонну. Кроме посуды и других изделий, он производил также небольшое количество бабкового чугуна, который вывозился по реке Северн в литейный город Бристоль.
С 1713 года использовал в доменной плавке кокс как примесь к древесному углю.
С 1714 года Дарби и его компаньоны продолжили аренду печи в Коулбрукдейле и построили вторую. Точно не известно, когда она была задута, но с 1718 года она уже работала, а в 1720 года давала чугуна чуть больше, чем первая печь.
Абрахам Дарби умер в 1717 году после 18 месяцев болезни в своем доме в Медле в возрасте 38 лет. Поскольку его старшему сыну Абрахаму Дарби II тогда было только шесть лет, руководство компанией перенял один из родственников. Абрахам II принял руководство компанией в 1730 году.

## Использование кокса
Абрахам Дарби впервые в истории доменного производства применил каменноугольный кокс, но кокс на его печах был не единственным топливом, он был использован лишь как частичный заменитель древесного угля. Применение кокса стало значительным шагом в развитии доменного производства, сегодня он является основным топливом на всех доменных печах мира.
По одной из версий в английской историографии, каменноугольный кокс был изобретён в XVIII веке английскими пивоварами, которые начали использовать его вместо древесного угля для сушки солода. Предполагается, что Дарби именно от броваров, с которыми он в свое время имел тесные отношения, перенял метод изготовления кокса. До Дарби делались попытки использования сырого каменного угля в доменной плавке, однако кроме, возможно, Дода Додли в XVII веке, никому не удалось удачно использовать его в доменном производстве. Кокс, который изготавливали из угля нагреванием без доступа воздуха, был лучшим топливом, чем уголь, он был крепче, содержал мало летучих веществ и меньше серы.
Неподалеку от завода в Колбрукдейле на поверхность выходил пласт угля, Дарби использовал его для изготовления кокса и использовал на своей доменной печи. Известно, что он использовал 2 корзины древесного угля и одну корзину торфа на пять корзин каменоугольного кокса.
Доменную плавку полностью на коксе без добавки древесного угля и каменного угля впервые провёл сын Абрахама Дарби — Абрахам Дарби II — в 1735 году.